# Partido Renovador Progressista
Partido Renovador Progressista (PRP) foi um partido político brasileiro, fundado em 1985 pelo empresário e economista Paiva Ribeiro. Utilizava o 38 como número de registro.
Com diretórios nos estados do Rio de Janeiro, Ceará, Acre, Amazonas, Goiás e também no Distrito Federal, lançou a candidatura de Paiva Ribeiro à prefeitura da cidade do Rio de Janeiro, tendo ele obtido apenas 2.365 votos, ficando em último lugar entre 19 prefeitáveis.
Em 1986, o PRP lançou candidaturas à Assembleia Nacional Constituinte, porém nenhum candidato do partido conseguiu se eleger. Em 1988, encerra suas atividades.
Apesar da sigla homônima, não deve ser confundido com o também extinto Partido Republicano Progressista, que também fez sua estreia eleitoral em 1988, mas conseguiu apenas o registro definitivo em 1990.